# Tourismus in Aserbaidschan

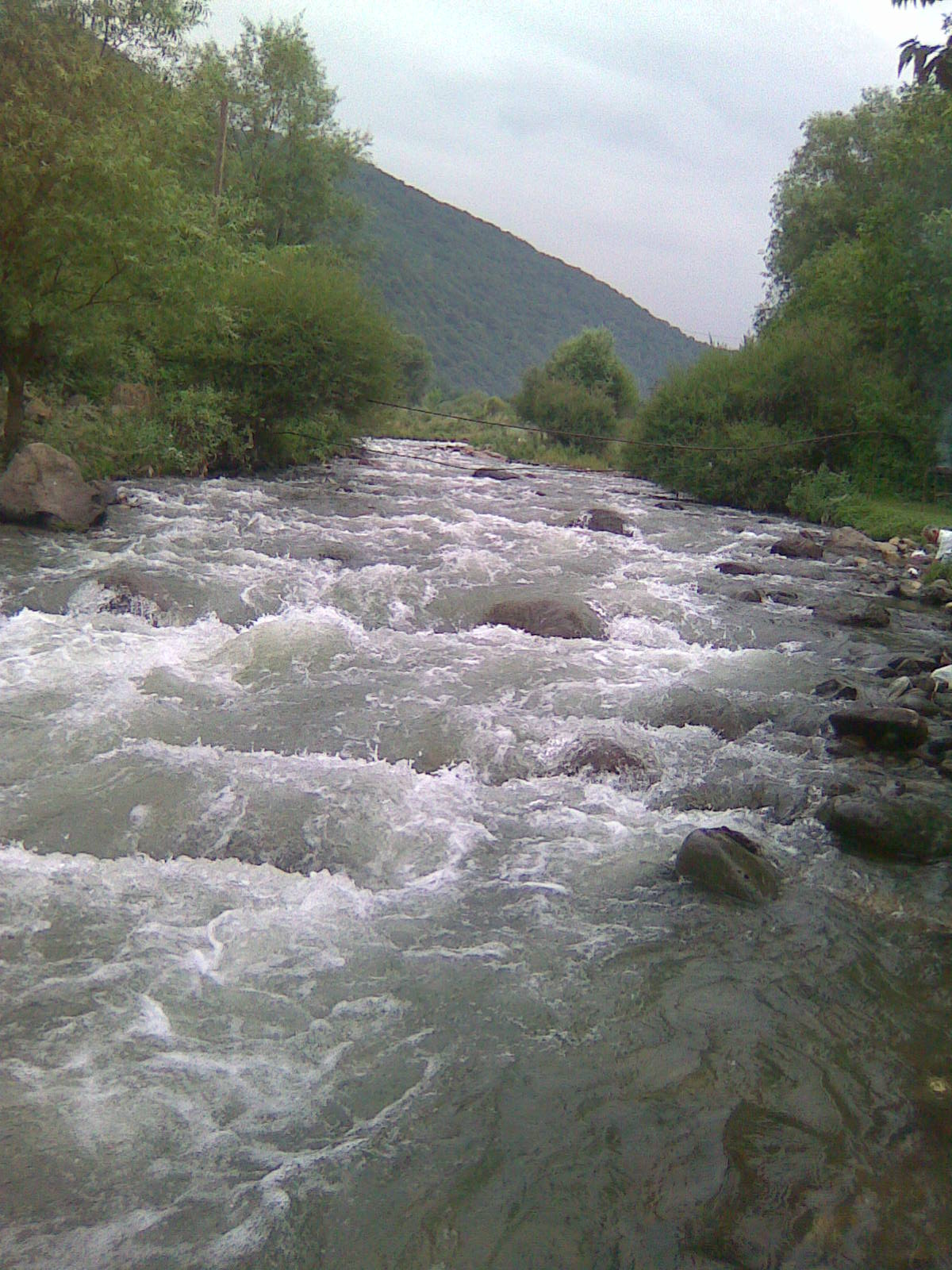
Çaykənd, Aserbaidschan

Der Tourismus in Aserbaidschan ist einer der bedeutendsten Wirtschaftszweige. Aserbaidschan als Urlaubsziel verfügt über günstige Voraussetzungen für Tourismus: Hochgebirge und Mittelgebirge, See- und Flusslandschaften, die Küsten des Kaspischen Meeres, unberührte Natur, Mineralquellen, zahlreiche Kulturdenkmäler und eine Vielzahl geschichtsträchtiger Städte.
Aserbaidschan grenzt an fünf Staaten: im Norden an Russland, Nordwesten an Georgien, im Süden an den Iran, im Westen an Armenien und – über die Autonome Republik Nachitschewan – an der Türkei. In Aserbaidschan existieren neun der elf weltweit vorkommenden Klimazonen der Erde.

## Wirtschaftliche Bedeutung
Nach Angaben des aserbaidschanischen Kultur- und Tourismusministeriums besuchten das Land im Jahr 2017 vor allem Russen (32 %), Georgier (20 %), Iraner (13 %) und Türken (11 %). 2017 besuchten etwa 2,7 Millionen Touristen Aserbaidschan. Nach offiziellen Angaben ist die Zahl ausländischer Touristen im 2017 im Vergleich zu 2016 um 20 % gestiegen.
Nach Angaben des Staatlichen Statistischen Komitees Aserbaidschans 2017 gibt es in Aserbaidschan insgesamt 540 Hotels und Hostels. Aserbaidschan hat Hotels und gewerbliche Ferienwohnungen mit 38.226 Betten (2016).

## Städte

### Baku
Die historische Altstadt Bakus (İçəri Şəhər) zählt seit 2000 zum UNESCO-Weltkulturerbe.

### Gandscha
Gandscha ist bekannt für das Haus aus Flaschen, das im Jahr 1967 vom Architekten  Ibrahim Jafarov erbaut wurde.

## Gobustan

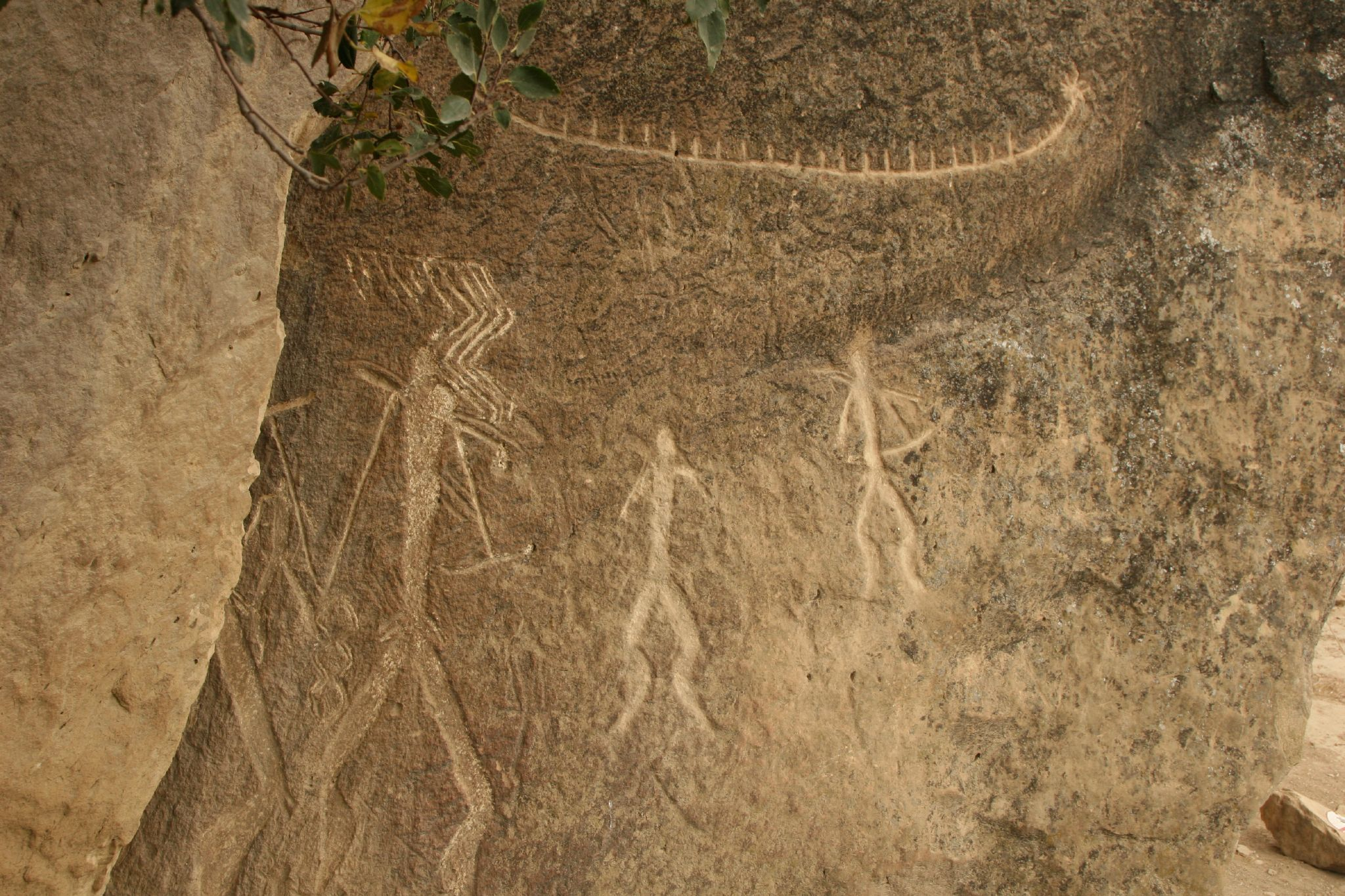
Gobustan – steinzeitlichen Felszeichnungen

Das Staatliche historisch-künstlerische Schutzgebiet Gobustan ist bekannt für seine steinzeitlichen Felszeichnungen, die bis zu 40.000 Jahre alt sind. Die Weltkulturerbestätte umfasst ein Gebiet von 537 Hektar.
Eine weitere Attraktion in der Gegend sind die Schlammvulkane. Nach Angaben befinden sich 30 % aller Schlammvulkane auf der Welt in Aserbaidschan.
Gobustan ist etwa 60 Kilometer entfernt von Baku.

## Naftalan (Baden im Erdöl)
In Naftalan wird ein Bad im Erdöl als eine besondere Spa-Therapie angeboten. Ein besonderes nicht brennbares Erdöl gilt als Heilmittel, das nach ihrer Herkunftsstadt Naftalan benannte. Das Erdöl soll Hautkrankheiten lindern sowie gegen 70 Gebrechen gut sein, darunter Schuppenflechte, Arthritis, Nervenleiden, Rückenprobleme. Im Reisebericht aus 13. Jahrhundert beschreibt Marco Polo Erdöl aus Naftalan als eine „Quelle, aus der in großem Überfluss Öl springt – nicht genießbar, aber gut zum Verbrennen geeignet und um Menschen und Tiere mit Krätze zu behandeln und Kamele mit Nesselsucht und Geschwüren“.

## Wintertourismus

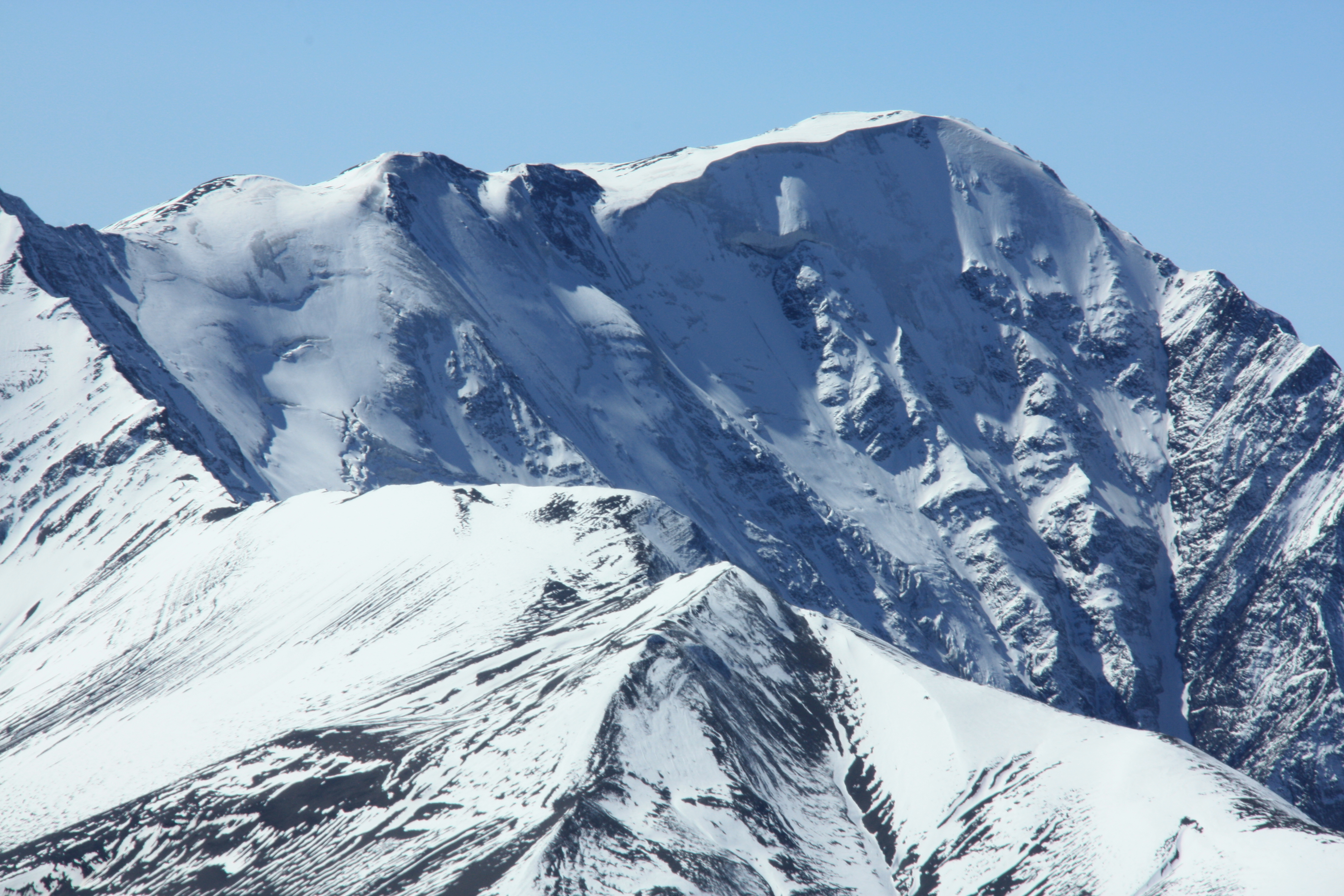
Blick vom Shahdag zum Bazardüzü

### Bergsteigen
Abgesehen von der Küstenregion im Osten ist Aserbaidschan vorwiegend von Gebirgen umgeben. Im Norden befindet sich der östliche Teil des Großen Kaukasus, im Westen der Kleine Kaukasus und im Süden, an der Grenze zum Iran, das Talysch-Gebirge. In Aserbaidschan gelten die Berge als Ort des Jagdvergnügens, der Erholung und des Bergsteigens.
Der höchste Berg, Bazardüzü mit 4466 Metern, befindet sich unmittelbar auf der Grenze zu Dagestan.

### Tufandag Skiresort
Im Nordwesten Aserbaidschans befindet sich Tufandag Skiresort, vier Kilometer entfernt von Gabala. Zehn Skipisten bis 15 km Länge und mit unterschiedlichen Schwierigkeitsgraden stehen den Touristen und Wintersportlern zur Verfügung. Zudem sind vier Seilbahnen im Betrieb.

### Shahdag Skiresort
Shahdag Mountain Resort ist erster und größter Wintersportort in Aserbaidschan. Das Skigebiet liegt im Nordosten des Landes und wurde im Jahr 2011 eröffnet. Zum Skifahren und Snowboarden stehen 17 km Pisten zur Verfügung. Das Wintersportgebiet liegt auf einer Höhe von 1.435 bis 2.100 Meter.

## Sommertourismus
Aserbaidschan verfügt über 150 Kilometer reinen Sandstrand am Kaspischen Meer. Das Klima an der Westküste wird dem Mittelmeertyp zugeordnet. Das Wasser des Kaspischen Meeres ist reich an mineralischen Salzen.

## Bildergalerie

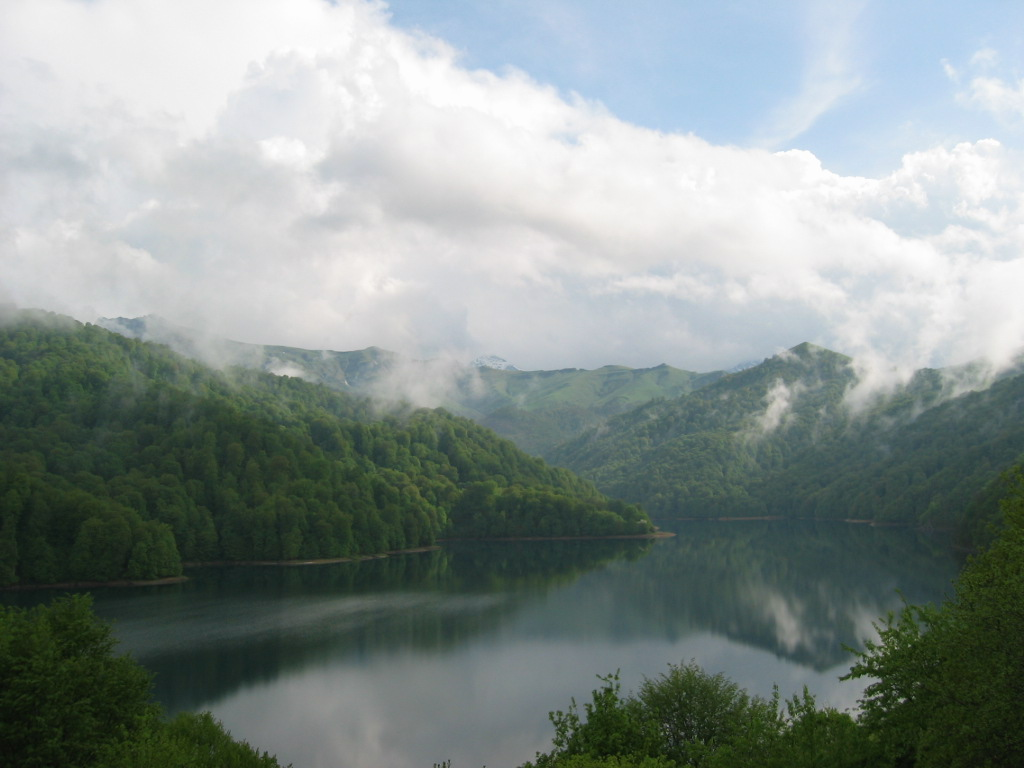
Die Blaue See – Göygöl (Ganscha)
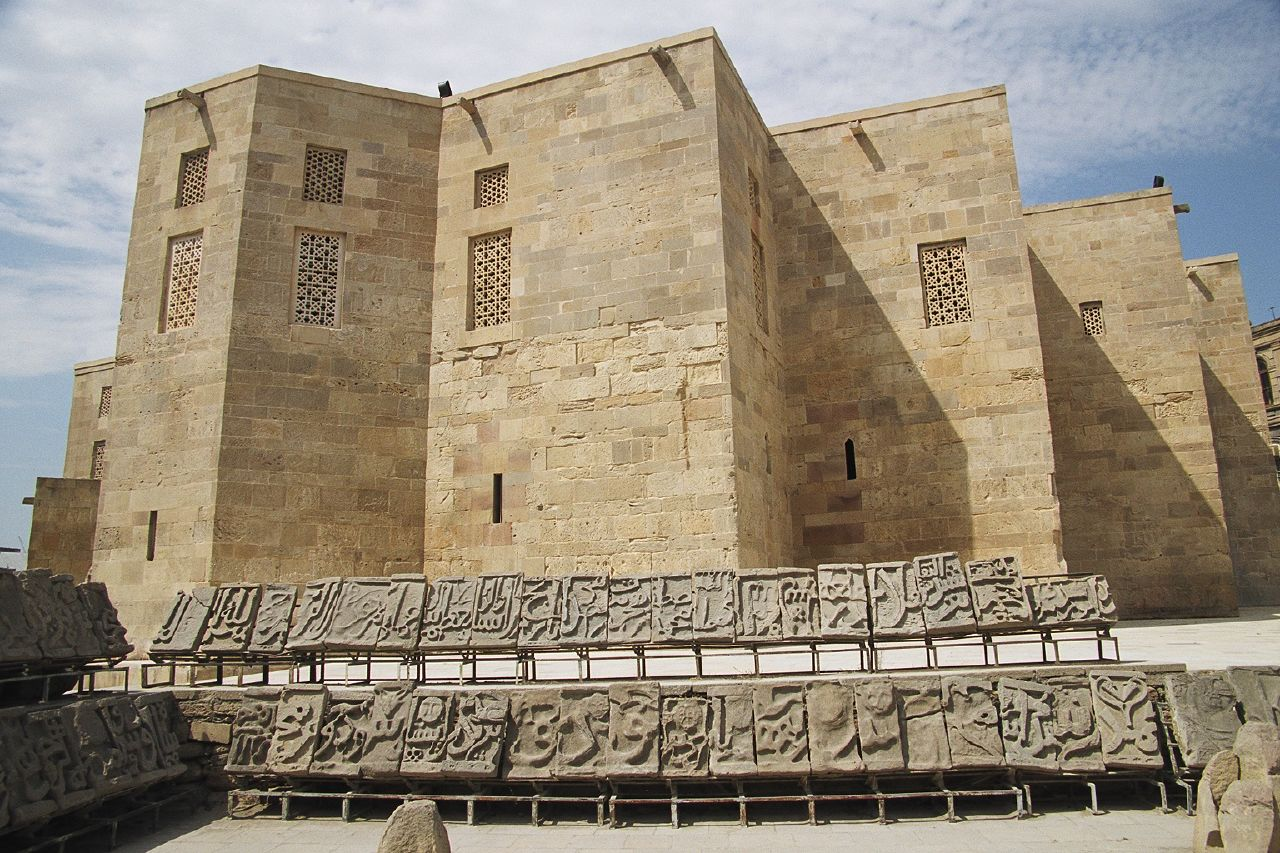
Palast der Schirwanschahs (Şirvanşahlar Sarayı) Baku – Weltkulturerbe der UNESCO
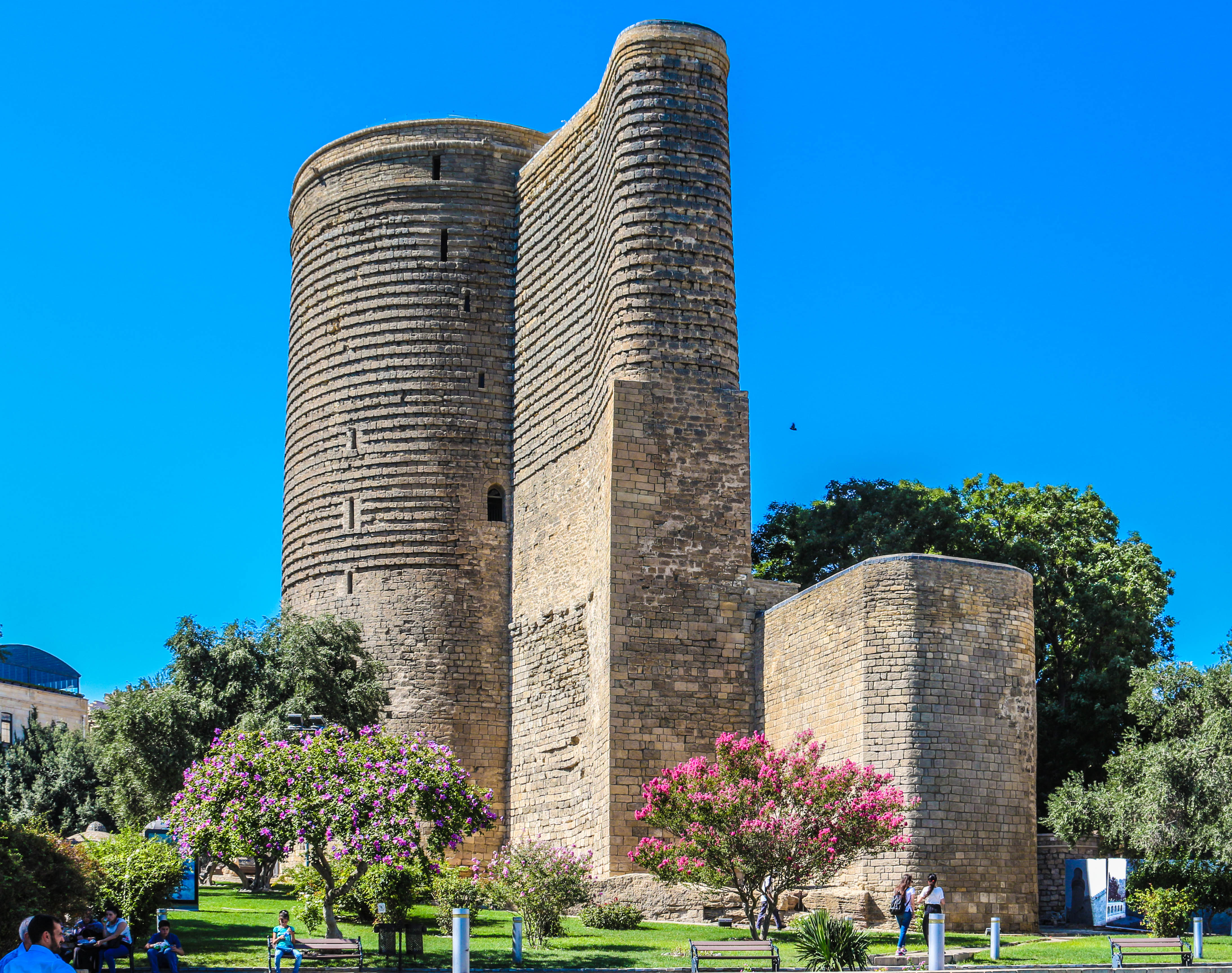
Jungfrauenturm (Qız Qalası – Weltkulturerbe der UNESCO)
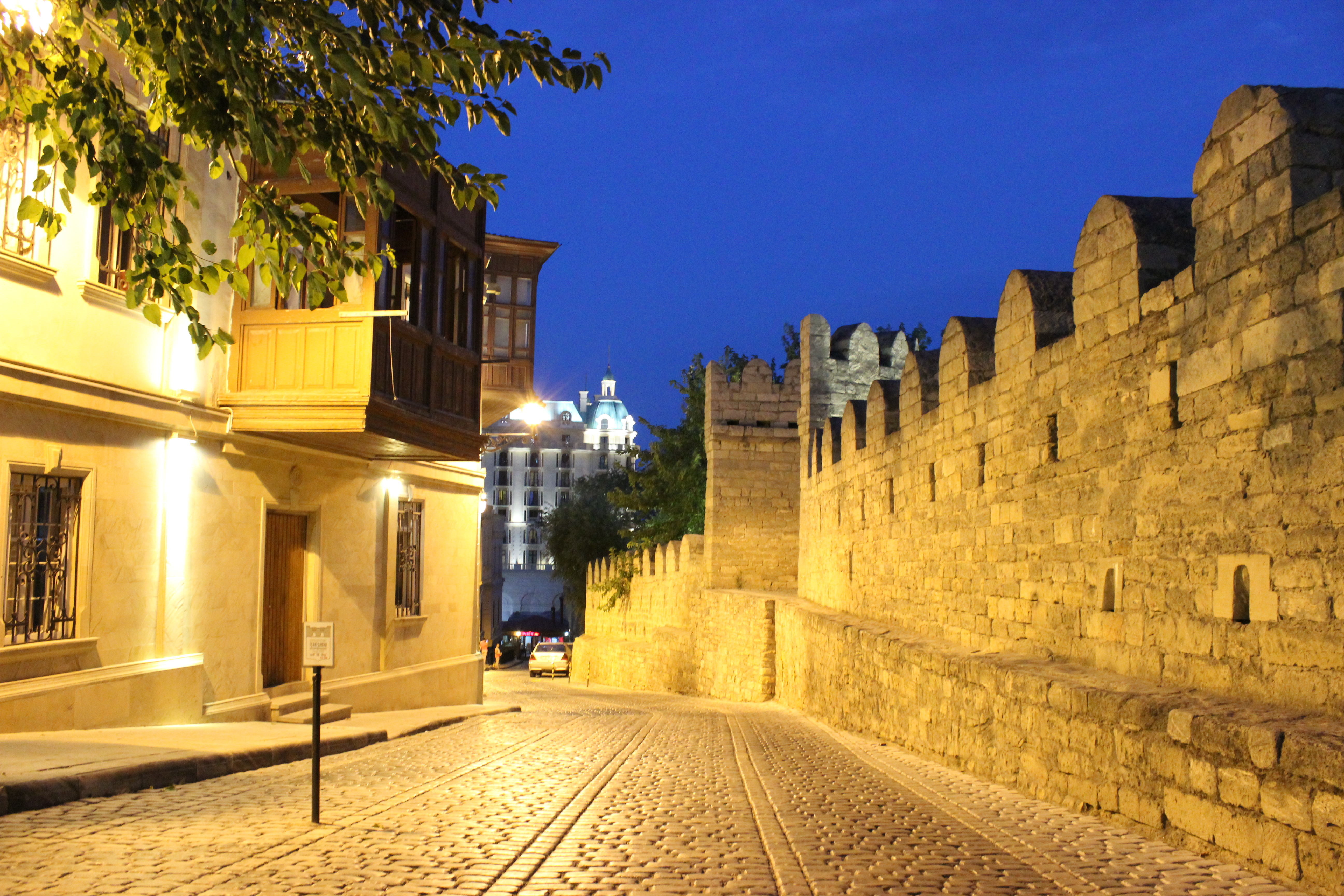
Altstadt Baku (İçəri Şəhər) – Weltkulturerbe der UNESCO
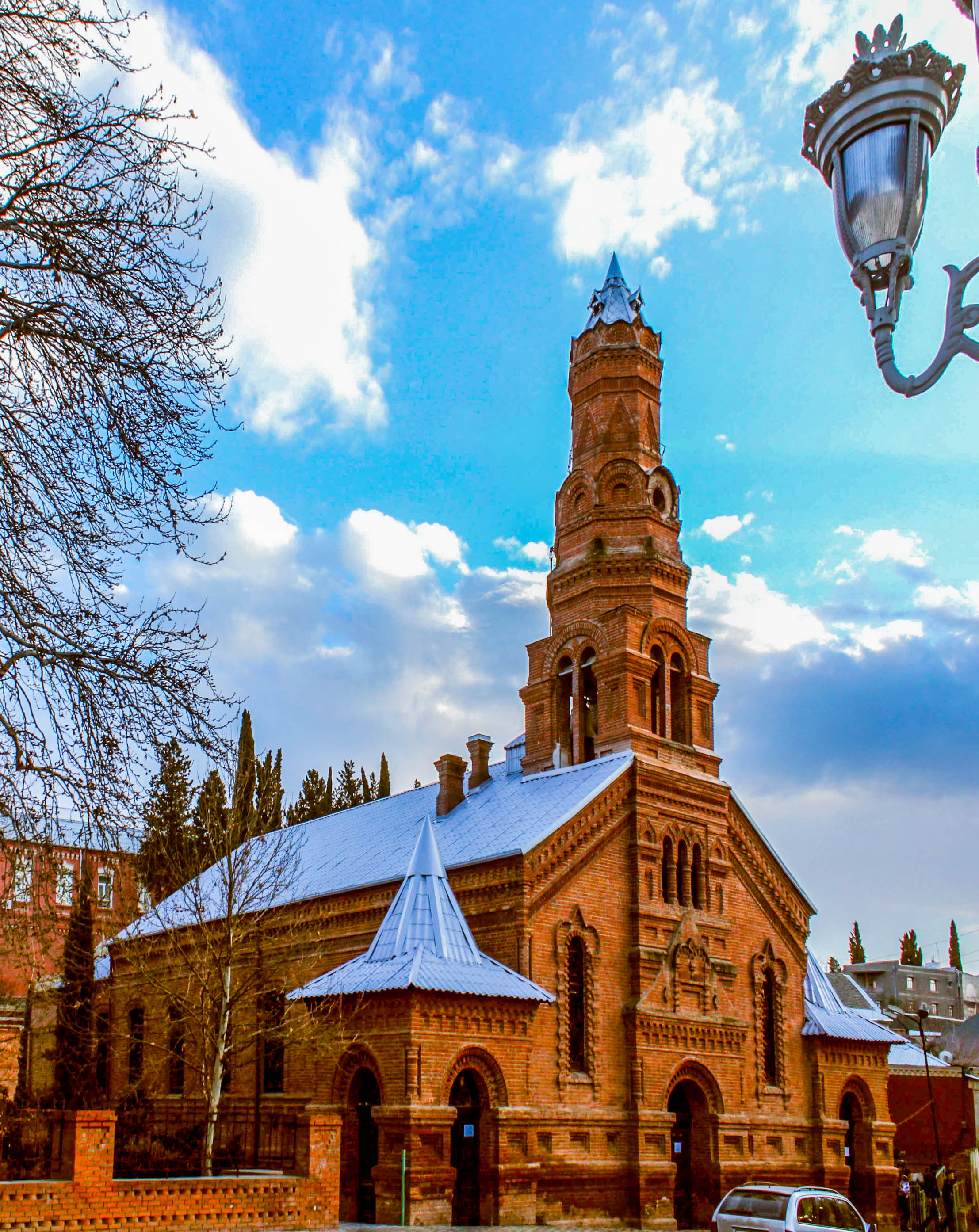
Lutherische Kirche in Gandscha
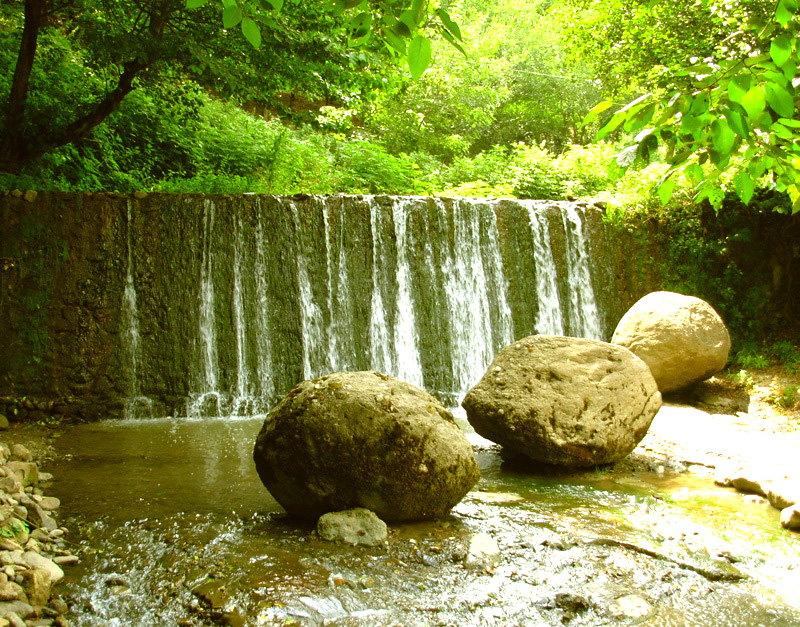
Lerik Aserbaidschan
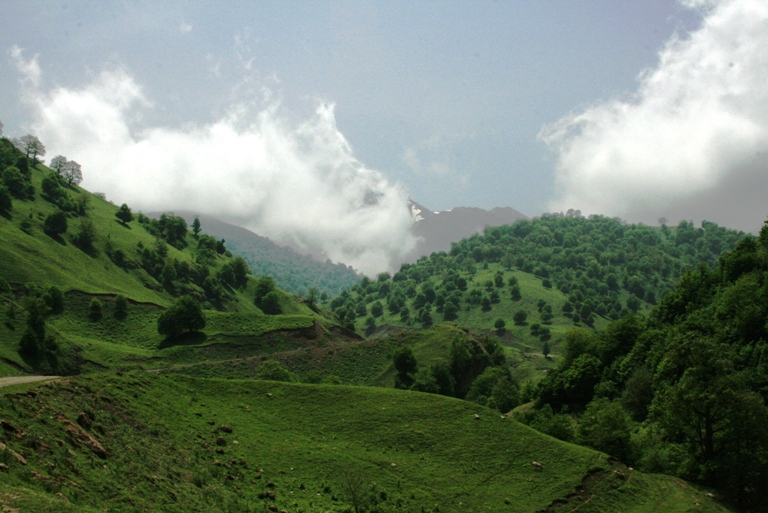
Berg Murovdag
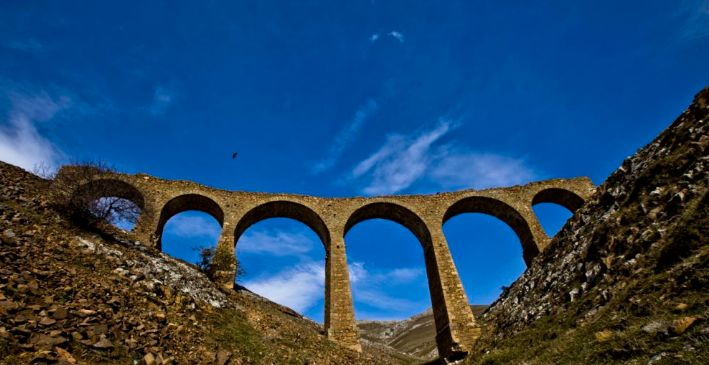
Gedebey Qanlı Körpü
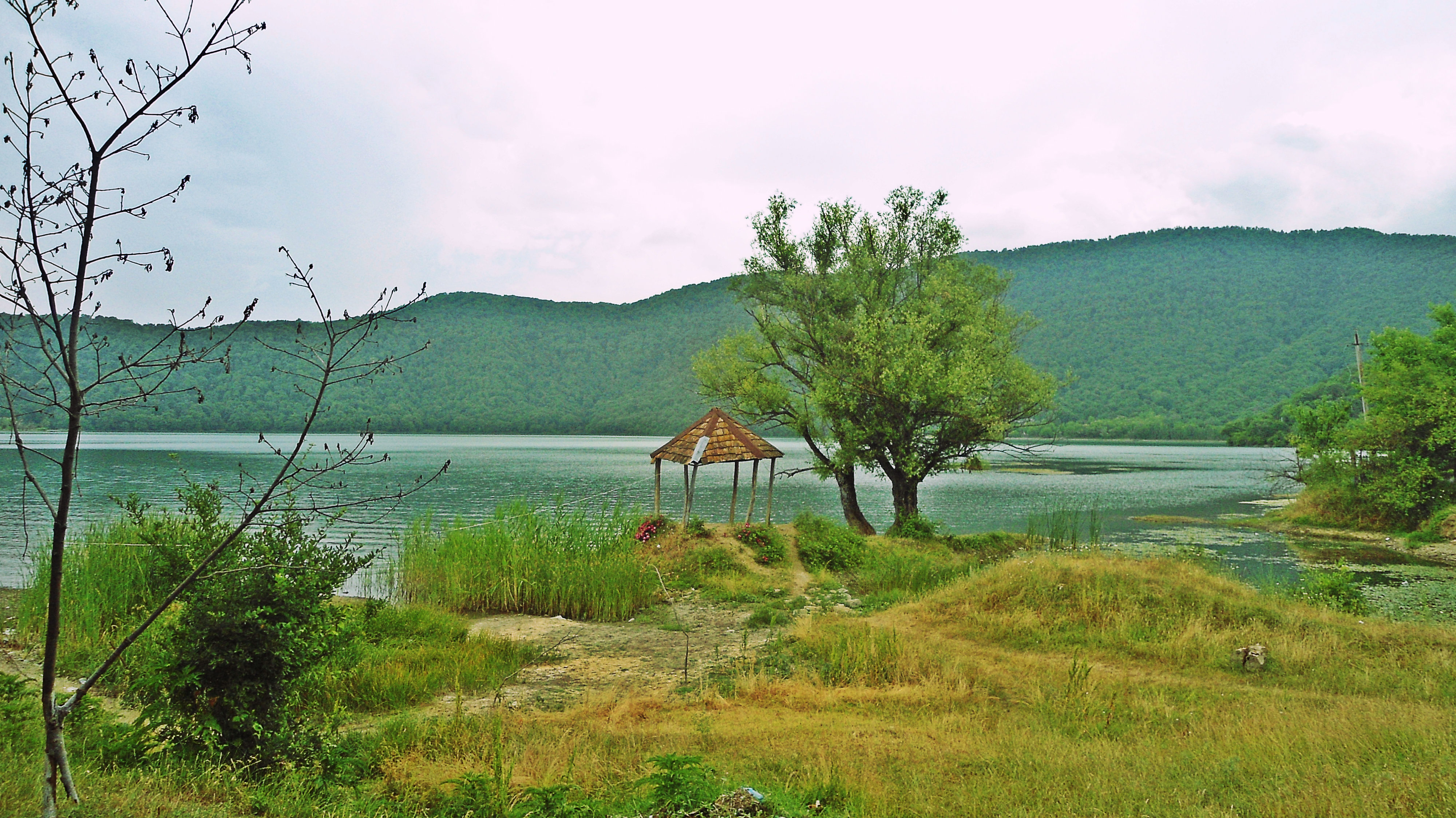
Qabala Aserbaidschan
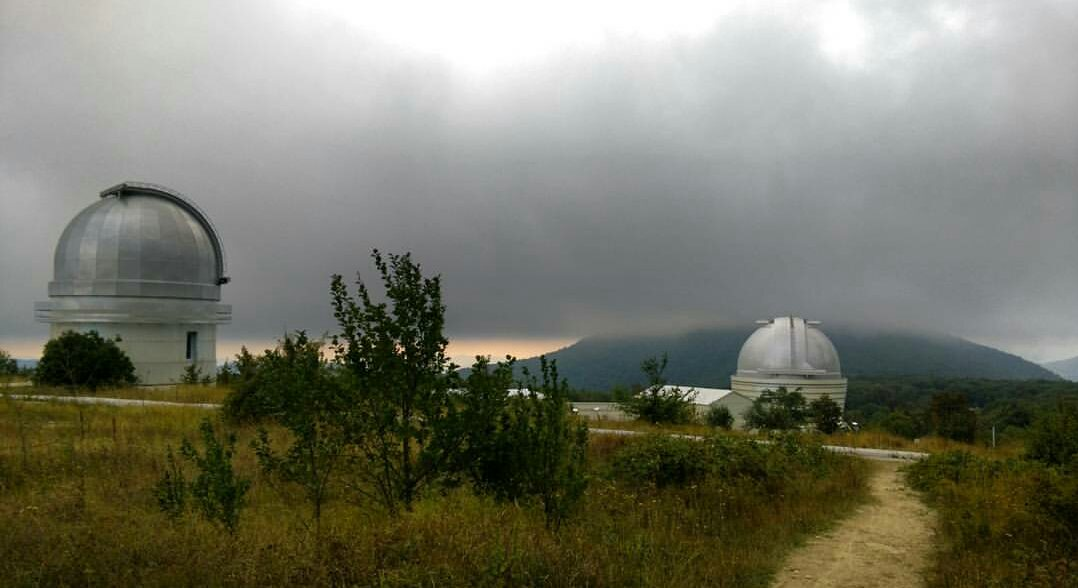
Astrophysikalisches Observatorium Şamaxı